# مورچه‌گیرک گلوساده
مورچه‌گیرک گلوساده (نام علمی: Isleria hauxwelli) نام یک گونه از سرده ایسلریا است.